# Estoi
Estoi é uma localidade portuguesa do Município de Faro que foi sede da extinta Freguesia de Estoi, freguesia que tinha 46,59 km² de área e 3 652 habitantes (2011), e, por isso, uma densidade populacional de 78,4 hab/km², o que lhe permitia ser classificada como uma Área de Baixa Densidade (portaria 1467-A/2001). 

A 9 de dezembro de 2004, foi aprovada na Assembleia da República a alteração do nome da freguesia de Estói para Estoi.
A Freguesia de Estoi foi extinta em 2013, no âmbito de uma reforma administrativa nacional, para, em conjunto com a Freguesia de Conceição, formar uma nova freguesia denominada União das Freguesias de Conceição e Estoi com sede em Conceição.

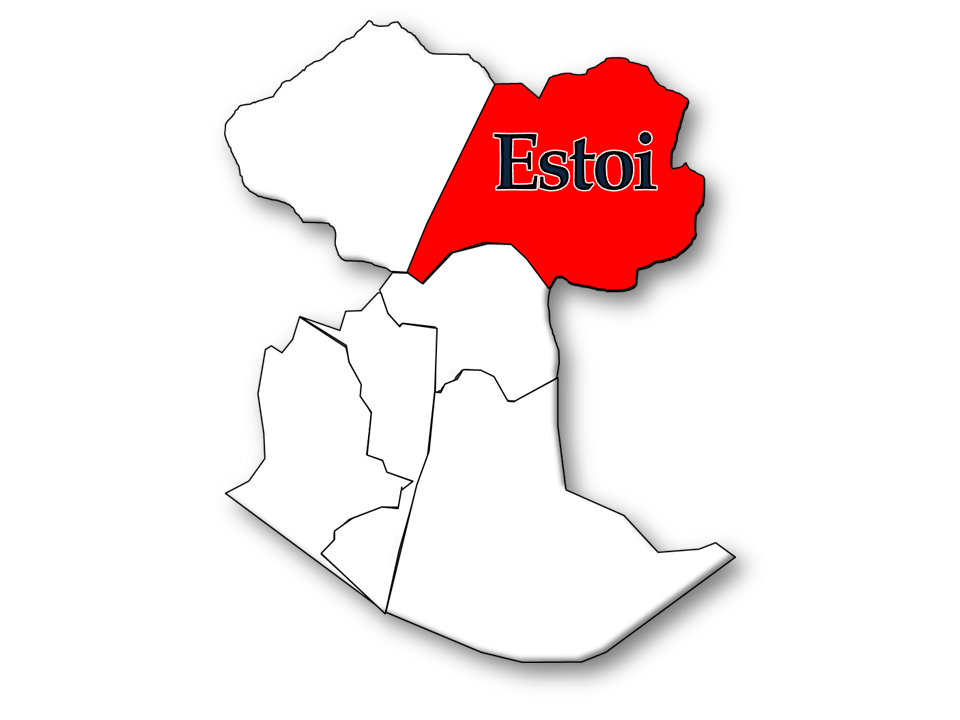
Localização da Freguesia de Estoi no Município de Faro

## População
| População da freguesia de Estoi | População da freguesia de Estoi | População da freguesia de Estoi | População da freguesia de Estoi | População da freguesia de Estoi | População da freguesia de Estoi | População da freguesia de Estoi | População da freguesia de Estoi | População da freguesia de Estoi | População da freguesia de Estoi | População da freguesia de Estoi | População da freguesia de Estoi | População da freguesia de Estoi | População da freguesia de Estoi | População da freguesia de Estoi |
| ------------------------------- | ------------------------------- | ------------------------------- | ------------------------------- | ------------------------------- | ------------------------------- | ------------------------------- | ------------------------------- | ------------------------------- | ------------------------------- | ------------------------------- | ------------------------------- | ------------------------------- | ------------------------------- | ------------------------------- |
| 1864                            | 1878                            | 1890                            | 1900                            | 1911                            | 1920                            | 1930                            | 1940                            | 1950                            | 1960                            | 1970                            | 1981                            | 1991                            | 2001                            | 2011                            |
| 3 990                           | 4 268                           | 5 107                           | 5 014                           | 4 411                           | 4 153                           | 4 283                           | 4 267                           | 4 238                           | 3 911                           | 3 103                           | 3 184                           | 3 100                           | 3 538                           | 3 652                           |

## Património
- Ruínas romanas de Milreu que se localizam a oeste e ainda nas proximidades de Estoi, as quais nos oferecem uma rara oportunidade de ver como viviam os Romanos entre os séculos I e IV d.C. Estas ruínas revelam características de uma formação de vila de peristilo, com cerca de 22 colunas ao redor de um pátio aberto com jardim e respectivo tanque de água. Esta Vila foi decorada com mosaicos, nomeadamente a nascente do peristilo, com figuras que representam a fauna marinha. Escavações trouxeram a luz um extenso complexo edificado do século III d.C e que  constitui-se de uma casa senhorial, instalações agrícolas, um balneário e um templo.  [5]
- Palácio de Estoi, ou Casa de Estoi, com os seus jardins, fontes e estatuária. Imóvel nobre reestruturado no final do século XIX e que é o melhor exemplo do género no distrito de Faro, o Palácio de Estoi é um palácio que segue a linha de estilo Rococo. Famoso por seus jardins e murais de azulejo. O Palácio foi construído ao fim do século XIX e é o melhor exemplo deste estilo arquitetônico no distrito de Faro.[6]
- Igreja Matriz de Estoi localizada no centro da povoação, de estilo neoclássico. Suas construções originais datam desde o século XV, porém esta foi significativamente danificada com o sismo ocorrido em 1755. Posteriormente, sucedeu-se sua restauração, tornando-se assim no século XIX um prédio de estilo neoclássico. O arquiteto italiano Francisco Xavier Fabri, foi o responsável por esta reforma e alguns outros exemplos de suas obras estão localizados em cidades vizinhas, notavelmente, o Arco da Vila em Faro. [7]

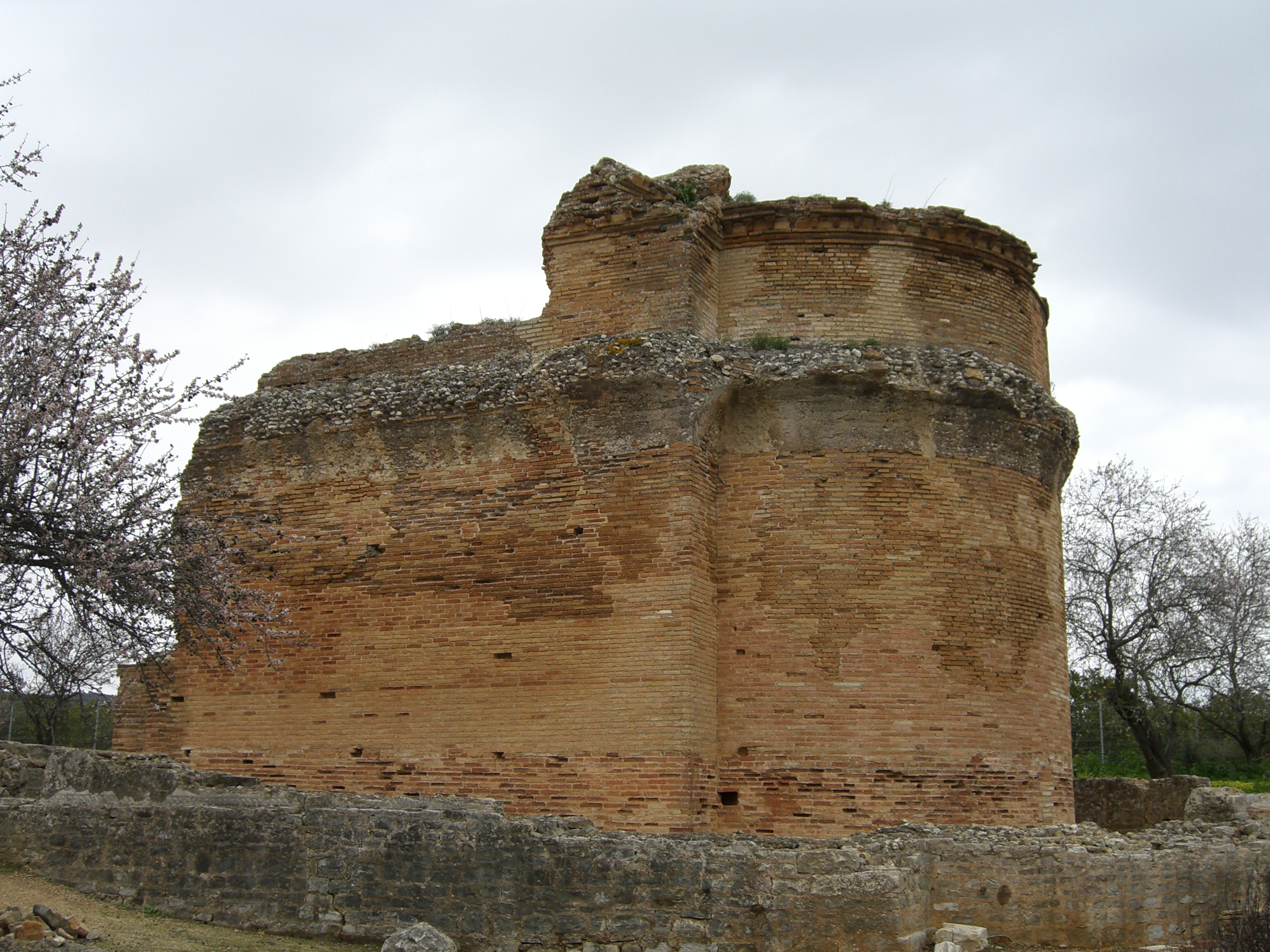
Ruínas romanas de Milreu

- Núcleo Urbano Antigo de Estói

## Festas
A principal manifestação cultural de Estoi é a Festa da Pinha.